# Phorusrhacidae
Famille
Sous-familles de rang inférieur
- † Brontornithinae
- † Mesembriornithinae
- † Patagornithinae
- † Phorusrhacinae
- † Psilopterinae

Synonymes
- † Pelecyornidae Ameghino, 1891
- † Brontornithidae Moreno & Mercerat, 1891
- † Darwinornithidae Moreno & Mercerat, 1891
- † Stereornithidae Moreno & Mercerat, 1891
- † Patagornithidae Mercerat, 1897
- † Hermosiornidae Rovereto, 1914
- † Psilopteridae Dolgopol de Saez, 1927
- † Devincenziidae Kraglievich, 1932
- † Mesembriorniidae Kraglievich, 1932

Les Phorusrhacidae (phorusrhacidés en français, surnommés oiseaux-terreur), forment une famille éteinte de très grands oiseaux préhistoriques, des superprédateurs carnivores inaptes au vol. C'est une famille de l'ordre des Cariamiformes qui a vécu principalement en Amérique du Sud, mais aussi en Amérique du Nord (Texas et Floride).
Les Phorusrhacidae vécurent durant le Cénozoïque, du Paléocène au Pléistocène inférieur, il y a environ entre 62 et 1,8 Ma (millions d'années),.
La synthèse systématique des Phorusrhacidae réalisée en 2003 par Herculano M.F. AlvarengaI et Elizabeth Höflingthe, subdivise la famille en 5 sous-familles dans lesquelles ils retiennent en tout 13 genres et 17 espèces. 

## Description

### Taille
Incapables de voler, ils étaient sans doute parmi les principaux prédateurs de l'époque, sinon les plus redoutables carnivores. Ils pouvaient atteindre 1 à 3 mètres de hauteur pour un poids compris entre 70 et 200 kilos. Leurs plus proches parents actuels sont les cariamas, des oiseaux terrestres d'Amérique du Sud dont la taille est de 70 à 90 centimètres.
Un des plus grands phorusrhacidés est Titanis walleri. Il a été découvert au Texas et en Floride, ce qui en fait le seul exemple de taxon de grands prédateurs ayant migré de l'Amérique du Sud vers l'Amérique du Nord lors du grand échange interaméricain par l'isthme de Panama, dont le maximum est intervenu il y a environ 2,7 Ma (millions d'années).

### Anatomie

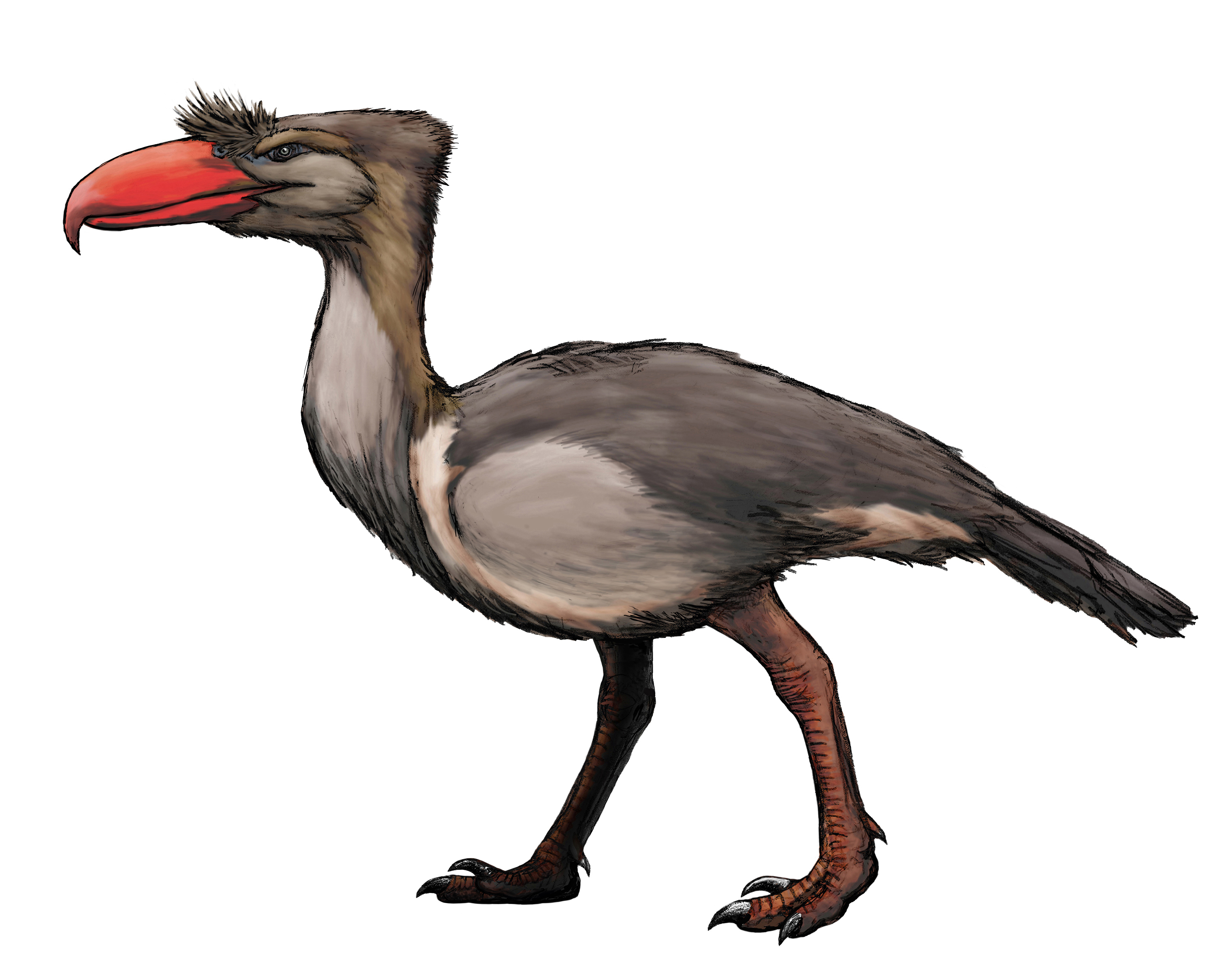
Vue d'artiste de Kelenken guillermoi, le plus grand des phorusrhacidés.

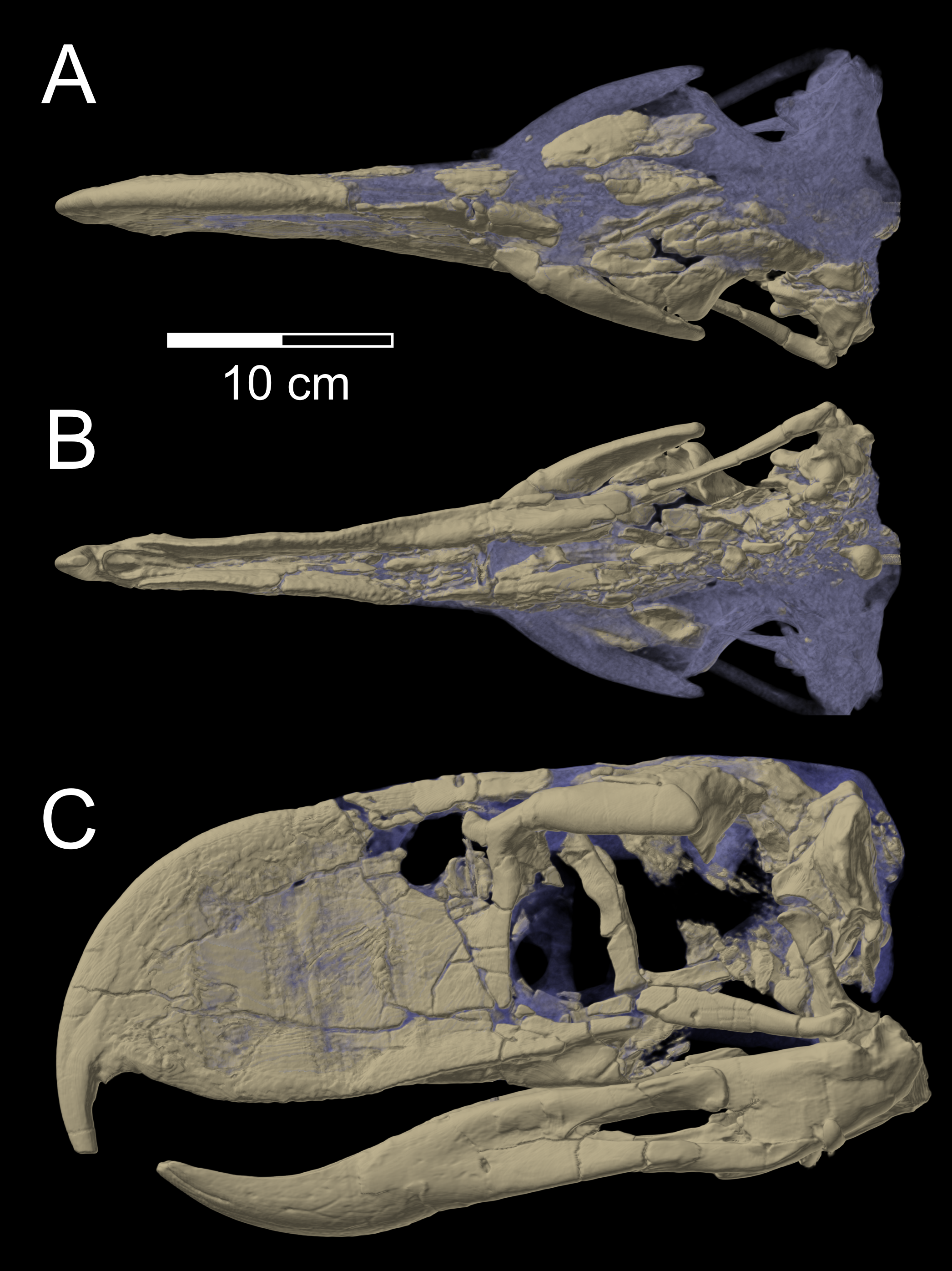
Tomodensitométrie du crâne de l'holotype P 14357, d'Andalgalornis ferox au Musée Field de Chicago.

Ils étaient dotés d'un très gros bec, muni à son extrémité d'un crochet tourné vers le bas qui leur servait à attaquer leurs proies. Le crâne parfaitement conservé de l'espèce Kelenken guillermoi de Patagonie (Argentine) est le plus grand connu pour un oiseau avec une longueur totale de 71 centimètres, son bec courbé comme un crochet mesure environ 46 centimètres, il ressemble à celui d'un aigle.
Les études de Claudia P. Tambussi et de ses collègues en 2013 sur la flexibilité du cou d'une espèce de phorusrhacidés, Andalgalornis steulleti ont souligné que ses épines neurales dans la région supérieure du cou étaient bifurquées, tandis que celles de la région inférieure étaient allongées. Ceci indique un cou très flexible et développé lui permettant de soutenir sa lourde tête, mais aussi de frapper avec une vitesse et une puissance remarquables. Bien que ce phorusrhacidé montre en apparence un cou assez court, sa structure et sa flexibilité prouvent qu’il pouvait se projeter au-delà de la portée attendue, lui permettant de frapper de toute sa hauteur plus facilement et avec une grande force.

## Paléobiologie
Les études sur le plus grand des phorusrhacidés, Kelenken guillermoi, ont montré que c'était un animal très agile et extrêmement rapide à la course où il aurait pu atteindre près de 50 km/h.
Tous les phorusrhacidés étaient des carnivores. Leur bec, très résistant et courbé vers le bas, suggère qu'il déchirait la chair du corps d'autres animaux, comme de nombreuses espèces d'oiseaux le font aujourd'hui avec un bec similaire. Des analyses du crâne d'Andalgalornis par tomodensitométrie ont révélé qu'il n'aurait pas été capable de secouer sa proie d'un côté sur l'autre, mais plutôt d'exercer une force importante d'écrasement vers le bas,.

## Paléoécologie
L'examen des habitats et environnements de vie des phorusrhacidés indiquent qu'ils faisaient face à une intense compétition des autres prédateurs comme les marsupiaux carnivores sparassodontes (les borhyaenidés et les thylacosmilidés), obligeant ces mammifères prédateurs à vivre en milieu forestier pour éviter toute confrontation avec eux.

## Datation et répartition géographique
Il a été envisagé en 1995 que Titanis walleri se soit éteint en Amérique du Nord à l'arrivée des êtres humains, mais cette hypothèse a été réfutée par de nouvelles datations des fossiles découverts, qui n'ont montré aucune  preuve de leur existence plus récente qu'il y a 1,8 Ma (millions d'années).
En 2010, puis en 2017, des phorusrhacidés de petite taille ont été décrits dans le Pléistocène supérieur d'Uruguay, datés entre  450 000 et 17 000 ans,, mais cette thèse est controversée.
En 2011, un phorusrhacidé (genre Lavocatavis) est décrit en Algérie, mais son appartenance à cette famille est débattue.
De même en 2013, un possible grand phorusrhacidé est identifié à partir de restes partiels dans l'Éocène (Lutétien supérieur) de France près de Lissieu, une commune de la métropole de Lyon, et décrit sous le nom d'Eleutherornis,.

## Classification
Le genre Phorusrhacos a donné son nom à la famille des Phorusrhacidae. Celle-ci a été décrite pour la première fois en 1887 par Florentino Ameghino sans que l’étymologie de Phorusrhacos soit explicitée. Le nom pourrait provenir de la combinaison de mots du grec ancien,  phoros, « porteur », et rhacos, « rides » ou « cicatrices ».
La révision de la systématique de la famille des Phorusrhacidae réalisée en 2003 par Herculano M.F. AlvarengaI et Elizabeth Höflingthe, a réduit drastiquement le nombre de sous-familles, genres et espèces précédemment décrits. Ils ne conservent que 5 sous-familles dans lesquelles ils retiennent en tout 13 genres et 17 espèces. Ces espèces sont apparues par radiation évolutive.
Super-famille des Phorusrhacoidea
- Genre Lavocatavis – Éocène moyen formation de Glib Zegdou d'Algérie–

Famille des Phorusrhacidae
- Genre Patagorhacos – Miocène inférieur de la formation de Chichinales  de la province de Rio Negro en Argentine[20] –
- Sous-famille des Brontornithinae — espèces gigantesques de plus de 2,30 mètres de haut. Placement dans les Phorusrhacidae et/ou monophylie discutés – 
  - Genre Brontornis – Miocène inférieur à moyen des formations de Santa Cruz et de Monte León en Argentine –
  - Genre Paraphysornis – Oligocène supérieur à Miocène inférieur de la formation de Tremembé de l'État de São Paulo, Brésil –
  - Genre Physornis – Oligocène moyen à supérieur de la formation de Sarmiento de la province de Santa Cruz en Argentine –
- Sous-famille des Phorusrhacinae — espèces géantes, jusqu'à 3,20 mètres de haut, mais plus sveltes et plus agiles que les Brontornithinae – 
  - Genre Devincenzia – Oligocène supérieur à Miocène inférieur de la formation de Fray Bentos d'Uruguay –
  - Genre Kelenken — le plus grand des phorusrhacidés connus, Miocène moyen (Langhien) de la formation de Collón Cura de la province de Río Negro en Argentine –
  - Genre Phorusrhacos – Miocène inférieur à moyen de la formation de Santa Cruz en Argentine –
  - Genre Titanis – Pliocène inférieur à Pléistocène inférieur de Floride et du Texas –
- Sous-famille des Patagornithinae — tailles intermédiaires d'oiseaux très agiles d'environ 1,70 mètre de haut
  - Genre Patagornis (Miocène inférieur à moyen) de la formation de Santa Cruz de la province de Santa Cruz Province en Argentine) – inclut les genres Morenomerceraria, Palaeociconia et Tolmodus –
  - Genre Andrewsornis – Oligocène moyen à supérieur de la formation d'Agua de la Piedra du sud de l' Argentine –
  - Genre Andalgalornis – Miocène supérieur à Pliocène inférieur de la formation d'Ituzaingó du nord-ouest de l'Argentine –
- Sous-famille des Psilopterinae — plus petites espèces, 70 à 100 centimètres de haut –
  - Genre Eleutherornis – Éocène moyen -Lutétien supérieur- de Lissieu, France et Baselland, Suisse)[16],[17]
  - Genre ?Paleopsilopterus – Paléocène moyen de la formation d'Itaboraí d'Itaboraí, Brésil) (son appartenance aux phorusrhacidés est douteuse)[16],[3] –
  - Genre Procariama – Miocène supérieur à Pliocène inférieur des formations de Cerro Azul et d'Andalhuala de la province de Catamarca en Argentine –
  - Genre Psilopterus – Oligocène moyen de la formation de Santa Cruz et Miocène supérieur de la  formation d'Arroyo Chasicó respectivement du sud et d'est de l'Argentine –
- Sous-famille des Mesembriornithinae — espèces de taille moyenne, entre 1,20 et 1,50 mètre de haut –
  - Genre Mesembriornis – Miocène supérieur à Pliocène inférieur de la formation de Monte Hermoso en Argentine –
  - Genre Llallawavis – Pliocène supérieur de la formation de la Playa Los Lobos Allo du nord-est de l'Argentine[6] –

### Liste des genres
- † Phorusrhacos
- † Titanis
- † Kelenken
- † Devincenzia
- † Andalgalornis
- † Paraphysornis